# 萌木唯
萌木 唯（もえぎ ゆい）は、日本の女性声優。主にアダルトゲームに声をあてている。

## 出演
太字は主役・メインキャラクター。

### アダルトゲーム

#### 1998年
- プライベートガーデン（上原胡桃）
- プライベートガーデン2（上原胡桃、森山めぐみ）
- プライベートガーデン3（上原胡桃）

#### 1999年
- 淫声（高坂千恵）
- 箱入り娘（東條瑞穂）

#### 2000年
- Sweet Pleasure（2000年 - 2006年、白鳥美幸）- 2作品
- Unbalance（鈴原さやか）

#### 2001年
- Brightia（2001年 - 2005年、プラチナ・ゼム・フィオレンティーナ）- 2作品

#### 2002年
- 女系家族（山王時 恭子）

#### 2003年
- ANGELIUM -ときめきLOVE GOD-（ミノリ）
- Orange Pocket（小美川円）
- CANDY TOYS（三島ゆずは）
- 静寂は闇の調べ（門脇依子）
- 幻燐の姫将軍2 〜導かれし魂の系譜〜（ディアーネ）
- メイド曜日はHがいっぱい（雪華）
- やらせてっ! てぃーちゃー（青山渚）
- 凌辱看護婦 〜地獄責め〜（藤村紫音）
- 6月の天使（裕木千春）

#### 2004年
- あやめいろの夏（山瀬奈美）
- いもうと観察日記2（児島霧花）
- いもほり 〜お兄ちゃん奮闘記〜（米倉恵瑠香）
- Xchange2（藤枝めぐみ）
- 空帝戦騎〜黄昏に沈む楔〜
- コ・コ・ロ…0（社薫子）
- じゃみんぐ☆らんぶる（七尾先輩）
  - じゃみんぐ☆らんぶる append（七尾先輩）
- Naive ナイーブ（麻生菜摘、立花葵）
- 秘湯めぐり〜欲情蹂躙温泉記〜（若木春菜）
- Fruit Punch（池尻姫花）
- まほこい 〜エッチな魔法で恋x濃しちゃう〜（鳴瀬葵）
- めいめいめい!（史村晶）

#### 2005年
- ぴんくのあゆみ! 〜いけない陵辱検査〜（豊水秋奈）
- 姫武者（富士原端月）

#### 2006年
- ひ・み・つ・の放課後2 〜コーチと教え子のアブナイ同棲生活〜（椎名美樹）
- みこxもの（真矢）
- わんことくらそう（クゥ）

#### 2007年
- Alea -アレア- 紅き月を遙かに望み（淺尾蓮）
- こいとれ 〜REN-AI TRAINING〜（小日向羽音）
- 秘めゴト（新條梓）

#### 2009年
- 少女と世界とお菓子の剣 〜Route of AYANO〜（滝沢奈々子）
- 真説 猟奇の檻 第2章（葛城かなめ）
- 絶対可憐!お嬢様っ（宇奈月聡子）
- いたずラブ～ひと気のない公園で少女と愛を育もう（染谷椎子）

#### 2010年
- 戦女神VERITA（ディアーネ）
- 親子どんぶりは一家団欒のまえにHな親子は好きですが?（諸角良江）
- 俺の姉がこんなに貧乳のわけがない!?（亜佐美）
- 霧谷伯爵家の六姉妹（霧谷藍）
- クラ☆クラ 〜CLASSY☆CRANBERRY'S〜（楠美雨）
- 籠の中の彼女（千葉麻美子）
- ななプリ。（リフィンベル）
- ふぇいばりっと Sweet!（夏山野貴）
- 不妊恥凌（那々木麻耶）

#### 2011年
- 禁断の病棟 〜特殊精神科医 遊佐惣介の診察記録〜（高寺百合花[1]）

#### 2012年
- 少女と世界とお菓子の剣 ～Route of ICHIGO 1～（滝沢奈々子、染谷椎子）
- 落淫牝教師 ～男子校のマドンナたち～（柿絵希）

### 一般向ゲーム
- Orange Pocket -コルネット- / -リュート-（2004年、小美川円）- 2作品
- R.U.R.U.R ル・ル・ル・ル -petit prince-（2010年、R-キンポウゲ）

### OVA
- 霧谷伯爵家の六姉妹（2011年、霧谷藍）